# Władysław Dobrski
Władysław Dobrski herbu Jastrzębiec – chorąży michałowski w 1695 roku, ławnik chełmiński w latach 1665–1695, podsędek chełmiński w 1676 roku.
Poseł sejmiku generalnego pruskiego na sejm 1666 (I), 1666 (II), 1667, na sejm nadzwyczajny 1668 roku i sejm abdykacyjny 1668 roku. Poseł na sejm nadzwyczajny 1670 roku z województwa chełmińskiego. Poseł sejmiku kowalewskiego na sejm koronacyjny 1676 roku, sejm 1677 roku, sejm 1678/1679 roku, sejm 1681 roku, sejm 1685 roku, sejm nadzwyczajny 1688/1689 roku, sejm 1690 roku.